# Wes Craven
Pour les articles homonymes, voir Craven.
Wesley Earl Craven, généralement dit Wes Craven [wɛs ˈkɹeɪvən], né le 2 août 1939 à Cleveland, dans l'Ohio, et mort le 30 août 2015 à Los Angeles en Californie, est un réalisateur, scénariste, producteur, occasionnellement écrivain, acteur et monteur de cinéma américain.
Considéré avec John Carpenter comme « le maître de l'horreur », il créa de nouveaux genres avec, entre autres, Les Griffes de la nuit et Scream. De plus, avec sa collaboration au titre de réalisateur pour de nombreux épisodes de la série Twilight Zone, diffusée sur la chaîne américaine CBS dans les années 1980, il manie avec le plus grand art ses techniques de réalisations et son esthétisme.
Ses longs métrages ont souvent suscité la polémique pour leur violence, comme avec son premier film La Dernière Maison sur la gauche.
Ses plus grands succès sont La colline a des yeux, Les Griffes de la nuit et surtout la série de films Scream. Il crée des personnages mythiques comptant parmi les vilains les plus célèbres du cinéma comme Freddy Krueger ou Ghostface. Il ne changera que très rarement de registre : le drame biographique pour La Musique de mon cœur (1999) et le thriller Red Eye : Sous haute pression (2005).

## Biographie

### Jeunesse et formation
Wesley Earl Craven est né le 2 août 1939 à Cleveland dans l'Ohio, il est le fils de Paul Eugene Craven et de Caroline Miller Craven, famille de baptistes. Après le décès de son père en 1945, sa mère l'élève selon une morale stricte. Par exemple, elle lui interdit la lecture des illustrés pour enfants. Après ses études secondaires, il est accepté au Wheaton College (Illinois) où il obtient un baccalauréat (grade similaire à la licence dans le système universitaire français) en littérature anglaise et psychologie, puis il est accepté à l'université Johns Hopkins de Baltimore, dans le Maryland, où il soutient avec succès une maîtrise (grade similaire au mastère 2 dans le système scolaire français) en philosophie,. Wes Craven devient professeur de sciences humaines et de dramaturgie au Westminster College (Pennsylvania) (en) puis à l'université Clarkson de Potsdam dans l'État de New York,. Parallèlement, il enseigne à la Waddington High School de Madrid (New York). À la fin des années 1960, il part pour New York, où il obtient un poste dans une maison de production. D'abord chargé de superviser le département des documentaires, il devient vite assistant de production tout en se perfectionnant au montage.

### Les premières mises en scène
En 1972, le cinéaste écrit et réalise La Dernière Maison sur la gauche, un film d'horreur d'une extrême violence qui préfigure déjà l'intérêt du cinéaste pour le morbide,. Ce premier essai, très remarqué, lui permet de mettre en scène, cinq ans plus tard, un classique du genre : La colline a des yeux, un long métrage s'inspirant de documentaires sur la guerre du Viêt Nam. Adapté de l'histoire vraie d'une famille écossaise anthropophage qui tendait des embuscades aux voyageurs de la région, le film remporte de nombreuses récompenses à travers le monde.

### Les premiers succès mondiaux

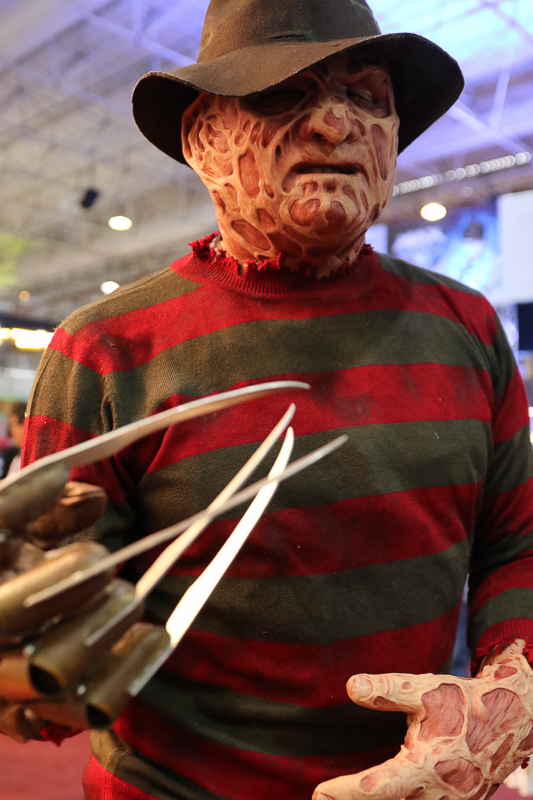
Cosplay de Freddy Krueger, personnage créé par Wes Craven

En 1980, avec La Ferme de la terreur, il offre un de ses premiers rôles à Sharon Stone,,, mais il lui faut attendre 1984 et les premières aventures de Freddy Krueger dans Les Griffes de la nuit, dans lequel Johnny Depp fait ses débuts à l'écran, pour accéder enfin à la consécration,. Dès lors intronisé « maître de l'horreur », Wes Craven poursuit dans cette veine avec Shocker en 1989,, et Le Sous-sol de la peur en 1991,,, mais c'est toujours avec Freddy, l'homme au visage brûlé, pull rayé et griffes d'acier, qu'il rencontre le succès. En témoigne la sortie du septième volet de la saga, Freddy sort de la nuit, en 1994,,.

### Second souffle duslasher movie
Après le succès très mitigé de Un vampire à Brooklyn, sorti en 1995, avec Eddie Murphy,, (qui deviendra, par la suite, un film culte parmi les fans), Wes Craven donne un second souffle au slasher movie et, par la même occasion, à sa carrière, avec Scream,, Grand Prix au festival international du film fantastique de Gérardmer en 1996. Dans la foulée, il réalise Scream 2,, et peut, grâce aux retombées financières des deux films, mettre en scène un projet plus personnel, La Musique de mon cœur, un drame interprété par Meryl Streep,. S'ensuivra le triomphe au box-office de Scream 3,,.

### Les derniers films
Croulant sous les propositions de grands studios, Wes Craven prend son temps pour, finalement, tourner, en 2004, le film de loups-garous Cursed, maintes et maintes fois retourné et remonté,. Pour se remettre de ce fiasco, le cinéaste tente une incursion dans le domaine du thriller en confinant Rachel McAdams et Cillian Murphy dans le Boeing 767 de Red Eye : Sous haute pression (Red Eye) en 2005,,,. Le film est un succès immédiat.
Il participe ensuite au film à sketches français Paris, je t'aime (2006) : il joue dans le segment Quartier de la Madeleine de Vincenzo Natali et écrit et réalise le segment Père-Lachaise.
En 2010, il revient au film d'horreur fantastique avec My Soul to Take, échec critique et commercial. Il revient ensuite à la franchise Scream avec Scream 4, sorti en 2011. Le succès est correct mais en dessous des trois précédents volets. Il s'agit de son dernier long métrage comme réalisateur.

### Vie privée
Il a une sœur prénommée Carol Buhrow et un frère Paul Eugene Craven Jr.
En 1964, il épouse Bonnie Broecker. Le couple donne naissance à deux enfants, Jonathan Christian et Jessica. Ils divorcent en 1969.
En 1982, il épouse l'actrice et photographe Millicent Eleanor Meyer dite Mimi Craven (de). Le couple divorce en 1987,,.
En 2004, il épouse la productrice de cinéma Iya Labunka,.
Il parle espagnol.

#### Mort et hommages
Wes Craven meurt le 30 août 2015 des suites d'une tumeur cérébrale à son domicile de Los Angeles,, à l'âge de 76 ans.
Wes Craven repose au Lambert's Cove Cemetery de West Tisbury, dans le Massachusetts, aux côtés de ses parents et de son frère.
Une rétrospective lui est consacrée à la Cinémathèque française en 2016. Un épisode de la série télévisée Scream lui est dédié.
Il est une inspiration pour les réalisateurs français et américains : Alexandre Aja, Eli Roth, Rob Zombie, Kyle Newman ou encore Jack Thomas Smith[réf. nécessaire].

## Filmographie

### Réalisateur
Longs métrages
- 1972 : La Dernière Maison sur la gauche (The Last House on the Left)
- 1975 : The Fireworks Woman (it) (crédité sous le nom d'Abe Snake)
- 1977 : La colline a des yeux (The Hills Have Eyes)
- 1981 : La Ferme de la terreur (Deadly Blessing)
- 1982 : La Créature du marais (Swamp Thing)
- 1984 : Les Griffes de la nuit (A Nightmare on Elm Street)
- 1985 : La colline a des yeux 2 (The Hills Have Eyes Part II)
- 1986 : L'Amie mortelle (Deadly Friend)
- 1988 : L'Emprise des ténèbres (The Serpent and the Rainbow)
- 1989 : Shocker
- 1991 : Le Sous-sol de la peur (The People Under the Stairs)
- 1994 : Freddy sort de la nuit (Wes Craven's New Nightmare)
- 1995 : Un vampire à Brooklyn (Vampire in Brooklyn)
- 1996 : Scream
- 1997 : Scream 2
- 1999 : La Musique de mon cœur (Music of the Heart)
- 2000 : Scream 3
- 2005 : Cursed
- 2005 : Red Eye : Sous haute pression (Red Eye)
- 2006 : Paris, je t'aime - segment Père-Lachaise
- 2010 : My Soul to Take
- 2011 : Scream 4

Télévision
- 1978 : L'Été de la peur (Stranger in Our House)
- 1984 : Invitation pour l'enfer (Invitation to Hell)
- 1985 : Terreur froide (Chiller)
- 1985-1986 : La Cinquième Dimension (The Twilight Zone) (série TV) - 7 épisodes
- 1986 : Casebusters
- 1990 : Objectif meurtre (Night Visions)

### Acteur
Wes Craven réalise fréquemment des caméos dans ses films :
- 1973 : C'est arrivé à Hollywood (en) (It Happened in Hollywood) de Peter Locke : le porteur de litière
- 1975 : Fireworks Woman de lui-même : Sinister Man
- 1976 : Superstars (Sweet Cakes) de Howard Ziehm  : le photographe
- 1989 : Shocker de lui-même : un voisin
- 1993 : Petits Cauchemars avant la nuit (Body Bags) (TV) -segment The Gas Station : Pasty Faced Man
- 1994 :  Freddy sort de la nuit (Wes Craven's New Nightmare) de lui-même : lui-même
- 1995 : Terreur (The Fear) de Vincent Robert : Dr. Arnold
- 1996 : Shadow Zone: The Undead Express (TV) : le conseiller
- 1996 : Scream de lui-même : Fred le concierge
- 1997 : Scream 2 de lui-même : le docteur
- 1998 : Welcome to Hollywood d'Adam Rifkin et Tony Markes : lui-même
- 2000 : Scream 3 de lui-même : le visiteur de studios tour avec le caméscope derrière Jay et Silent Bob
- 2000 : Stark Raving Mad (série TV) - 1 épisode : Terrance Sterling
- 2001 : Jay et Bob contre-attaquent de Kevin Smith : lui-même
- 2005 : Red Eye : Sous haute pression (Red Eye) de lui-même : un passager de l'avion
- 2006 : Paris, je t'aime : segment 8e arrondissement (Quartier de la Madeleine) de Vincenzo Natali : le mort
- 2008 : Chronique des morts-vivants (Diary of the Dead) de George A. Romero : un officier
- 2011 : Scream 4 de lui-même : un médecin légiste
- 2013 : Castle (série TV) - saison 5, 1 épisode : lui-même

### Producteur / producteur délégué
- 1971 : L'Amour à deux (en) (Together) de Sean S. Cunningham
- 1981 : Kent State (en) (TV) de James Goldstone
- 1987 : Les Griffes du cauchemar (A Nightmare on Elm Street 3: Dream Warriors) de Chuck Russell
- 1989 : Shocker de lui-même
- 1990 : Night Visions (TV) de lui-même
- 1991 : Le Sous-sol de la peur (The People Under the Stairs) de lui-même
- 1992 : Le bar de l'angoisse (en) (Nightmare Cafe) (série TV) (également créateur)
- 1993 : Laurel Canyon (TV)
- 1994 : Freddy sort de la nuit (Wes Craven's New Nightmare) de lui-même
- 1995 : Peur panique (The Outpost) de Joe Gayton
- 1997 : Wishmaster de Robert Kurtzman
- 1998 : Hollyweird (TV) de Jefery Levy
- 1998 : Le Carnaval des âmes (en) (Wes Craven Presents Carnival of Souls)  d'Adam Grossman
- 1998 : Acrophobie (en) (Don't Look Down) (TV) de Larry Shaw
- 2000 : Dracula 2001 (Dracula 2000) de Patrick Lussier
- 2002 : Vengeance trompeuse (They Shoot Divas, Don't They?) (TV) de Jonathan Craven
- 2005 : Feast de John Gulager
- 2006 : La colline a des yeux (The Hills Have Eyes) d'Alexandre Aja
- 2006 : The Breed de Nicholas Mastandrea
- 2007 : La colline a des yeux 2 (The Hills have Eyes 2) de Martin Weisz
- 2009 : La Dernière Maison sur la gauche (The Last House on the Left) de Dennis Iliadis
- 2015-2019 : Scream (série TV)
- 2015 : The Girl in the Photographs (en) de Nick Simon

### Scénariste
- 1972 : La Dernière Maison sur la gauche (The Last House on the Left) de lui-même
- 1977 : La colline a des yeux (The Hills Have Eyes) de lui-même
- 1981 : La Ferme de la terreur (Deadly Blessing) de lui-même
- 1982 : La Créature du marais (Swamp Thing) de lui-même
- 1984 : Les Griffes de la nuit (A Nightmare on Elm Street) de lui-même
- 1985 : La colline a des yeux 2 (The Hills Have Eyes Part II) de lui-même
- 1987 : Les Griffes du cauchemar (A Nightmare on Elm Street 3: Dream Warriors) de Chuck Russell
- 1989 : Shocker de lui-même
- 1990 : Objectif meurtre (Night Visions) (TV) de lui-même
- 1991 : Le Sous-sol de la peur (The People Under the Stairs)
- 1995 : Freddy sort de la nuit (A new Nightmare) de lui-même
- 2006 : Paris, je t'aime  - segment 20e arrondissement (Père-Lachaise) de lui-même
- 2006 : Pulse de Jim Sonzero
- 2007 : La colline a des yeux 2 (The Hills have Eyes 2) de Martin Weisz
- 2010 : My Soul to Take de lui-même
- 2011 : Scream 4 de lui-même

## Œuvres
- (en) Flowers in the Attic : a screenplay, 2nd Draft, 28 mars 1985, 117 p. (OCLC 19482078),
- (en) co-écrit avec David Bergantino, Wes Cravens New Nightmare, Tom Doherty Books, 15 novembre 1994, 244 p. (ISBN 978-0-8125-5166-2, lire en ligne)
- (en) co-écrit avec  Brian J. Robb, Screams and Nightmares : Films of Wes Craven, Titan Books Ltd et  Overlook Press, 29 mai 1998, 198 p. (ISBN 978-1-85286-945-8, lire en ligne),
- (en) Fountain Society : A Novel, Simon & Schuster, 1er octobre 1999, 352 p. (ISBN 978-0-684-84660-6, lire en ligne),
- (en) Buddies : The Adventures of Joe Willy and Musso, Archway Publishing, 18 mai 2015, 52 p. (ISBN 978-1-4808-1736-4)

## Distinctions

### Nominations
- Festival international du film fantastique d'Avoriaz 1982 : Nomination au Grand Prix pour La Ferme de la terreur (Deadly Blessing) (1981).
- Festival international du film fantastique d'Avoriaz 1985 : Nomination au Grand Prix pour Les Griffes de la nuit (A Nightmare on Elm Street) (1984).
- Festival international du film fantastique d'Avoriaz 1987 : Nomination au Grand Prix pour L'Amie mortelle (Deadly Friend) (1986).
- 1991 : Fangoria Chainsaw Awards du meilleur film pour Le Sous-sol de la peur (The People Under the Stairs) (1991).
- Festival international du film fantastique d'Avoriaz 1992 : Nomination au Grand Prix pour Le Sous-sol de la peur (The People Under the Stairs) (1991).
- Awards Circuit Community Awards 1996 : Nomination au Prix de la Mention Spéciale du meilleur film pour Scream (1996).
- 1997 : Cahiers du Cinéma du meilleur film pour Scream (1996).
- 23e cérémonie des Saturn Awards 1997 : Meilleure réalisation pour Scream (1996).
- Festival de Cannes 2006 : Nomination au Prix Un certain regard pour Paris, je t'aime (2006) partagé avec Gurinder Chadha, Bruno Podalydès, Gus Van Sant, Joel Coen, Ethan Coen, Walter Salles, Daniela Thomas, Christopher Doyle, Isabel Coixet, Nobuhiro Suwa, Sylvain Chomet, Alfonso Cuarón, Olivier Assayas, Oliver Schmitz, Richard LaGravenese, Vincenzo Natali, Tom Tykwer, Gérard Depardieu, Frédéric Auburtin et Alexander Payne.

### Récompenses
- Festival international du film fantastique d'Avoriaz 1982 : Lauréat au Prix de la Critique pour Les Griffes de la nuit (A Nightmare on Elm Street) (1984).
- Festival international du film fantastique d'Avoriaz 1992 : Lauréat au Prix Spécial du Jury pour Le Sous-sol de la peur (The People Under the Stairs) (1991).
- Festival international du film fantastique de Bruxelles 1992 : Lauréat au Prix Pegasus Audience pour Le Sous-sol de la peur (The People Under the Stairs) (1991).
- 1994 : Fangoria Chainsaw Awards du meilleur film pour Freddy sort de la nuit (Wes Craven's New Nightmare) (1994).
- 21e cérémonie des Saturn Awards 1995 : Lauréat du Prix Life Career Award.
- Festival du film fantastique d'Amsterdam 2000 : Lauréat du Prix pour l'ensemble de sa carrière.
- Cinequest San Jose Film Festival 2000 : Lauréat du Prix Maverick Tribute.
- New York City Horror Film Festival 2012 : Lauréat du Prix pour l'ensemble de sa carrière.
- Online Film & Television Association Awards 2021 : Lauréat du Prix pour l'ensemble de sa carrière.

### Essais

#### Anglophones
- David A. Szulkin, Wes Craven's Last House on the Left : The Making of a Cult Classic, FAB Press, octobre 1997, rééd. 1 novembre 2000, 215 p. (ISBN 978-1-903254-01-1),
- John Wooley, Wes Craven : The Man and his Nightmares, Wiley, 2 février 2011, 272 p. (ISBN 978-0-470-49750-0),

#### Francophones
- Eric Dufour, Le cinéma d'horreur et ses figures, Presses universitaires de France, 7 août 2006, 224 p. (ISBN 978-2-13-055826-2),

### Articles

#### Anglophones
- Christopher Sharrett & Wes Craven, « "Fairy Tales for the Apocalypse": Wes Craven on the Horror Film », Literature/Film Quarterly, Vol. 13, No. 3,‎ 1985, p. 139-147 (9 pages) (lire en ligne),
- Valerie Wee, « The Scream Trilogy, "Hyperpostmodernism," and the Late-Nineties Teen Slasher Film », Journal of Film and Video, Vol. 57, No. 3,‎ 2005, p. 44-61 (18 pages) (lire en ligne),
- Steffen Hantke, « Academic Film Criticism, the Rhetoric of Crisis, and the Current State of American Horror Cinema: Thoughts on Canonicity and Academic Anxiety », College Literature, Vol. 34, No. 4,‎ 2007, p. 191-202 (12 pages) (lire en ligne),
- James Kendrick, « Razors in the Dreamscape: Revisiting "A Nightmare on Elm Street" and the Slasher Film », Film Criticism, Vol. 33, No. 3,‎ printemps 2009, p. 17-33 (17 pages) (lire en ligne),
- Kyle Christensen, « The Final Girl versus Wes Craven's "A Nightmare on Elm Street":Proposing a Stronger Model of Feminism in Slasher Horror Cinema », Studies in Popular Culture, Vol. 34, No. 1,‎ 2011, p. 23-47 (25 pages) (lire en ligne),
- Karra Shimabukuro, « The Bogeyman of Your Nightmares: Freddy Krueger's Folkloric Roots », Studies in Popular Culture, Vol. 36, No. 2,‎ printemps 2014, p. 45-65 (21 pages) (lire en ligne),
- Caetlin Benson-Allott, « Wes Craven: Thinking Through Horror », Film Quarterly, Vol. 69, No. 2,‎ hiver 2015, p. 74-76 (3 pages) (lire en ligne),

#### Francophones
- Vincent Malausa, « Sisyphe de l’horreur », Cahiers du cinéma,‎ octobre 2015 – n°715 (lire en ligne)
- "Le territoire, c’est votre corps", entretien avec Wes Craven, par Bill Krohn, Cahiers du Cinéma no 666, avril 2011